# Alyssum nebrodense
Alyssum nebrodense är en korsblommig växtart som beskrevs av Vincenzo Tineo. Alyssum nebrodense ingår i släktet stenörter, och familjen korsblommiga växter.

## Underarter
Arten delas in i följande underarter:
- A. n. nebrodense
- A. n. tenuicaule

## Bildgalleri

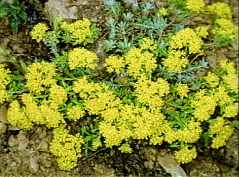